# Lispe songensis
Lispe songensis är en tvåvingeart som beskrevs av Zielke 1970. Lispe songensis ingår i släktet Lispe och familjen husflugor.
Artens utbredningsområde är Kongo. Inga underarter finns listade i Catalogue of Life.